# Mitjaevia aurea
Mitjaevia aurea är en insektsart som beskrevs av Irena Dworakowska 1994. Mitjaevia aurea ingår i släktet Mitjaevia och familjen dvärgstritar. Inga underarter finns listade i Catalogue of Life.